# Bruszewo
Bruszewo – wieś sołecka w Polsce położona w województwie podlaskim, w powiecie wysokomazowieckim, w gminie Sokoły. Leży nad rzeczką Śliną.
W latach 1975–1998 miejscowość administracyjnie należała do województwa łomżyńskiego.
Wierni kościoła rzymskokatolickiego należą do parafii  Wniebowzięcia NMP w Sokołach.

## Historia
Wieś wzmiankowana w dokumentach z roku 1444.
Księgi metrykalne parafii Sokoły z lat 1808-1816 wymieniają męskich mieszkańców wsi w liczbie:
- szlachcic – 55
- młynarz – 1
- włościanin – 13
- pokomornik – 4
- wyrobnik – 2
- szynkarz – 1
- mistrz lub majster zawodu szewskiego – 2
- sławetni (służba lub ogrodnicy) – 3
- nie określono – 1[9]

W 1827 r. Bruszewo liczyło 48 domów i 352 mieszkańców.
Pod koniec XIX w. 30 włościan posiadało 142{\displaystyle {\tfrac {1}{2}}} morgów ziemi. Folwark o obszarze 935 morgów. Miejscowość należała do gminy i parafii Sokoły.
W roku 1921 wyszczególniono wieś Bruszewo i osadę Borkowizna. Było tu łącznie 80 budynków z przeznaczeniem mieszkalnym oraz 423 mieszkańców (204 mężczyzn i 219 kobiet). Narodowość polską podały 422 osoby, a 1 inną.
W czasie II wojny światowej wieś była pod okupacją sowiecką i III Rzeszy.
W latach 1954–1959 wieś należała i była siedzibą władz gromady Bruszewo, po jej zniesieniu w gromadzie Ruś Stara.

## Obiekty zabytkowe
- cmentarz wojenny z okresu I wojny światowej (121 żołnierzy niemieckich)
- cmentarz wojenny z okresu I wojny światowej (91 żołnierzy rosyjskich)[11]

## Komunikacja
Bruszewo leży przy drogach:
- Sokoły – Bruszewo – Kalinowo-Solki
- Stara Ruś – Bruszewo – Jamiołki-Świetliki – Stypułki-Święchy
- Bruszewo – Bruszewo-Borkowizna – Bujny.

Najbliższymi miejscowościami są: Sokoły, Bruszewo-Borkowizna, Stara Ruś, Jamiołki-Piotrowięta, Faszcze, Stare Kalinowo i Sokoły-Jaźwiny.

## Tradycyjny podział wsi
Kozi Rynek, Leśnik, Zastruże, Paciejewo.